# Barnet och spökerierna

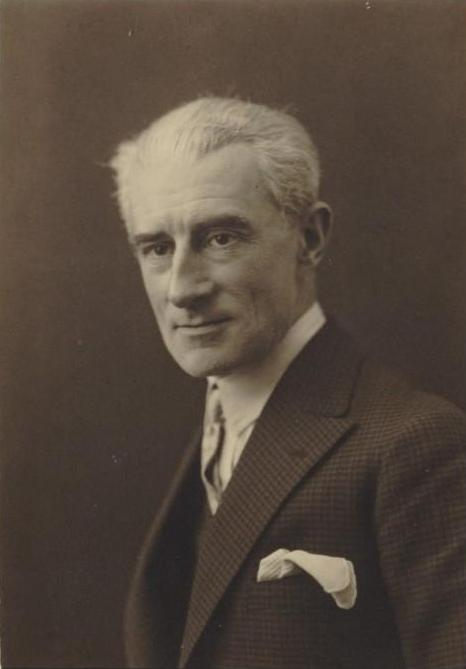
Maurice Ravel

Barnet och spökerierna (L'enfant et les sortilèges) är en opera i två delar med musik av Maurice Ravel och libretto av Colette.

## Historia
Ravel komponerade sin andra opera 1924. Parallellen till Lewis Carrolls sagobok Alice i underlandet går inte att bortse från. 
Colette hade tänkt sig att historien skulle bilda underlag till en balett med titeln Ballet pour ma fille, men Ravel ville hellre skriva en opera. Det tog dock lång tid innan han blev färdig eftersom han flera gånger lade den lilla operan åt sidan för att syssla med annat. Operan uruppfördes på Théâtre du Casino i Monte Carlo 21 mars 1925 under ledning av dirigenten Victor de Sabata. Svensk premiär på Stora Teatern, Göteborg 29 september 1990. På Kungliga Operan i Stockholm hade den premiär 12 mars 2005.
Ravels verk är originellt genom dess djupt panteistiska dimensioner och raffinerade orkesterklang. Ravel använde sig av modern dans som stilparodi och gestaltade föremålens och djurens entréer som revynummer. Innovativa klangeffekter uppnås genom ovanliga instrumentkombinationer och instrument (till exempel rivjärn), där den stora orkestern behandlas på ett kammarmusikaliskt sätt. Det finns en rad komiska nummer i operan, som parodierar gamla operaklichéer: Wedgwood-tekannans duett med Tekoppen i ragtimestil med inslag av pentatonisk kinesisk musik, sagoboksprinsessans klagan eller siffrornas kör. Fåtöljen och Länstolen dansar en menuett som påminner om en saraband, Klockan sjunger en buffaaria med stänk av Music hall, Elden utför en virtuos bel canto-aria, Trollsländan en långsam vals och så vidare. Ravel lyckas tack vare sin magiska orkestreringskonst även på ett förbluffande sätt härma djurläten och betona visuella effekter.

## Personer
- Barnet (mezzosopran)
- Modern (alt)
- Länstolen (sopran)
- Den kinesiska koppen (mezzosopran)
- Elden (koloratursopran)
- Prinsessan (koloratursopran)
- Honkatten (mezzosopran)
- Trollsländan (mezzosopran)
- Näktergalen (koloratursopran)
- Fladdermusen (sopran)
- Tornugglan (sopran)
- Ekorren (mezzosopran)
- En herdinna (sopran)
- En herde (alt)
- Fåtöljen (bas)
- Farfarsklockan (baryton)
- Wedgwood-tekannan (tenor)
- Den lille gubben (tenor)
- Hankatten (baryton)
- Trädet (bas)
- Grodan (tenor)
- Herdepojkar, herdar, grodor, djur, träd (kör, balett)
- Bänken, kanapén, ottomanen, korgstolen, siffrorna (barnkör)

## Handling
Ett rum i ett litet hus på landet, samtid.

### Del 1
En liten pojke skall läsa läxor men vill göra allt möjligt annat. Då hans mor upptäcker att han inte ens har börjat ger hon honom som straff en bit bröd och en kopp te utan socker. Pojken blir arg och skickas upp på sitt rum av modern. Han börjar förstöra möblerna, försöker skada den tama ekorren och katten och tar till och med sönder sin älskade bok. Till sist somnar han utmattad i en stol. Men tingen och djuren har röster och själar och anklagar barnet. När mörkret infaller börjar de "spöka". Alla föremål i rummet blir levande och grälar på pojken. En prinsessa kommer ut ur hans läsebok och tröstar honom men trängs undan av en otäck gubbe som hoppar ut ur räkneboken och ställer en rad olösliga frågor. Natten har fallit på och katterna börjar sjunga sina kärlekssånger.

### Del 2
Eftersom dörren inte är låst går barnet på natten ut i den vildvuxna trädgården. Men även bland växterna har barnet gett uttryck för sin ilska, och de träd och buskar som pojken har skadat anklagar honom tillsammans med djuren och kräver att han skall straffas. I det allmänna upproret blir ekorren skadad. Barnet visar medlidande och förbinder såret. Den goda handlingen får djuren att försonas och de tillkallar modern, som åter kärleksfullt omfamnar barnet.

## Diskografi (urval)
- [L'heure espagnole] ; L'enfant et les sortilèges. Berbié, Sénéchal, Giraudeau, Bacquier, van Dam. Parisoperans orkester. Maazel, dirigent. DG (ADD) 449 7692. 2 CD.[1]